# Profonds désirs des dieux
Pour plus de détails, voir Fiche technique et Distribution.
Profonds désirs des dieux (神々の深き欲望, Kamigami no fukaki yokubō) est un film japonais réalisé par Shōhei Imamura, sorti en 1968.

## Synopsis
Un ingénieur débarque sur l'île pittoresque de Kurage. Il vient contrôler le développement d'une raffinerie de sucre censée employer certains habitants et favoriser le développement de l'île. Il est confronté aux coutumes des autochtones, à des dérives sociales et morales qui le choquent avant de le fasciner. Au point qu'il abandonne son travail emporté par la passion pour une jeune fille « simple d'esprit ». La confrontation entre la rationalité du Japon moderne et les rites insulaires ancestraux révèlera peu à peu son caractère tragique.

## Fiche technique
- Titre : Profonds désirs des dieux
- Titre original : 神々の深き欲望 (Kamigami no fukaki yokubō?)
- Réalisation : Shōhei Imamura
- Scénario : Shōhei Imamura et Keiji Hasebe
- Musique : Toshirō Mayuzumi
- Société de production : Nikkatsu
- Pays d'origine : Japon
- Langue originale : japonais
- Format : couleur - 2,35:1 - Mono
- Genre : drame
- Durée : 175 minutes[1] (métrage : 17 bobines - 4 795 m[1])
- Date de sortie :
  - Japon : 22 novembre 1968[1]

## Distribution
- Kanjūrō Arashi : Yamamori Futori, le patriarche
- Jun Hamamura
- Izumi Hara : Unari Ryu
- Chikako Hosokawa
- Yoshi Katō : Ritsugen Ryu
- Choichiro Kawarazaki : Kametaro Futori, le fils attardé
- Kazuo Kitamura : l'ingénieur Kariya
- Hosei Komatsu
- Yasuko Matsui : Uma Futori, la fille de la prêtresse
- Rentarō Mikuni : Nekichi Futori, le fils enchaîné
- Chikage Ogi
- Hideko Okiyama : Toriko Futori, la fille attardée
- Taiji Tonoyama